# Bobby Petta
Bobby Petta (Rotterdam, 6 agosto 1974) è un ex calciatore olandese, di ruolo centrocampista.

## Carriera

### Club
Ha cominciato a giocare a calcio nel Feyenoord, senza riuscire a ottenere un posto da titolare in prima squadra; è stato quindi ceduto in prestito prima al Dordrecht e poi all'RKC Waalwijk.
Trasferitosi in Inghilterra, all'Ipswich Town, nel primo campionato ha totalizzato 6 presenze, quindi è divenuto un titolare della squadra allenata da George Burley. Per l'Ipswich ha giocato più di 70 partite e ha segnato 9 reti.
Nel 1999 ha deciso di non rinnovare il contratto che lo legava all'Ipswich Town e, a luglio dello stesso anno, è passato agli scozzesi del Celtic a parametro zero. Guidato da Martin O'Neill, con il Celtic ha vinto da titolare il treble nazionale. Le sue apparizioni in squadra, da quel momento, sono diminuite; nel campionato 2002-2003 ha collezionato 2 partenze da titolare. A gennaio 2004 il Fulham lo ha ingaggiato in prestito, disputando 13 gare prima di tornare in Scozia. Non è mai tornato stabilmente in squadra e ha lasciato il club nei primi mesi del 2005.
Tornato in Inghilterra, gioca prima con la maglia del Darlington e poi del Bradford City, prima di lasciare l'Europa nel 2006 per legarsi all'Adelaide United. L'11 giugno 2008 ha firmato per i Para Hills Knights. Alla fine di luglio è stato invitato a sostenere un provino per il Sydney FC con cui ha poi firmato un contratto fino al termine della stagione.
Nel 2009 ha firmato un contratto per l'Heidelberg United.

## Palmarès

### Club

#### Competizioni nazionali
- Campionato olandese: 1

Feyenoord: 1992-1993